# Medalha ASME
A Medalha ASME (em inglês:  ASME Medal), estabelecida em 1920, é o mais significativo prêmio concedido pela Sociedade dos Engenheiros Mecânicos dos Estados Unidos. Uma medalha é concedida anualmente, em reconhecimento a "realizações de engenharia de grande distinção".
A medalha, com a inscrição "What is not yet, may be", é acompanhada de US$ 15.000.

## Laureados
- 1921: Hjalmar Gotfried Carlson
- 1922: Frederick Arthur Halsey
- 1923: John Ripley Freeman
- 1926: Robert Andrews Millikan
- 1927: Wilfred Lewis
- 1928: Julian Kennedy
- 1930: William Le Roy Emmet
- 1931: Albert Kinsbury
- 1933: Ambrose Swasey
- 1934: Willis Carrier
- 1935: Charles Thomas Main
- 1936: Edward Bausch
- 1937: Edward P. Bullard Jr.
- 1938: Stephen Joseph Pigott
- 1939: James Emmet Gleason
- 1940: Charles Kettering
- 1941: Theodore von Kármán
- 1942: Ervin George Bailey
- 1943: Lewis Ketcham Sillcox
- 1944: Edward G. Budd
- 1945: William Frederick Durand
- 1946: Morris E. Leeds
- 1947: Paul Walter Kiefer
- 1948: Frederick George Keyes
- 1949: Fred L. Dornbrook
- 1950: Harvey Coles Knowles
- 1951: Glenn Barton Warren
- 1952: Nevin Elwell Funk
- 1953: Crosby Field
- 1954: Edwin Burnley Powell
- 1955: Granville Moorman Read
- 1956: Harry Franklin Vickers
- 1957: Llewellyn Michael Kraus Boelter
- 1958: Wilbur Hering Armacost
- 1959: Martin Frisch
- 1960: Richard Soderberg
- 1962: Philip Sporn
- 1963: Igor Sikorsky
- 1964: Alan Howard
- 1965: Jan Burgers
- 1967: Mayo Dyer Hersey
- 1968: Samuel Cornette Collins
- 1969: Lloyd Hamilton Donnell
- 1970: Robert Gilruth
- 1971: Horace Smart Beattie
- 1972: Waloddi Weibull
- 1973: Christopher Kraft
- 1974: Nicholas Hoff
- 1975: Maxime Faget
- 1976: Raymond Mindlin
- 1977: Robert W. Mann
- 1979: Den Hartog
- 1981: Robert S. Hahn
- 1983: Jack N. Binns, Sr.
- 1984: Aaron Cohen
- 1985: Milton C. Shaw
- 1986: Orlan W. Boston
- 1987: Philip Gibson Hodge
- 1988: Eric Reissner
- 1989: William R. Sears
- 1990: Harley A. Wilhelm
- 1992: Daniel Drucker
- 1993: Richard H. Gallagher
- 1996: Robert C. Dean, Jr.
- 1997: Bernard Budiansky
- 1998: Frank Kreith
- 1999: Norman Abramson
- 2000: Arther E. Bergles
- 2001: Warren M. Rohsenow
- 2002: Leroy Stevenson Fletcher
- 2003: Norman Ralph Augustine
- 2004: Bradford Parkinson
- 2005: Robert E. Uhrig
- 2006: Richard J. Goldstein
- 2007: Dean Kamen
- 2008: Frank E. Talke
- 2009: Suh Nam-pyo
- 2010: John Abele
- 2011: Clayton Daniel Mote Jr.
- 2012: Jan Achenbach
- 2013: Sia Nemat-Nasser
- 2014: Van C. Mow
- 2015: James Robert Rice
- 2016: J. N. Reddy
- 2017: Zdeněk Bažant
- 2018: Thomas J.R. Hughes
- 2019: Reginald Vachon
- 2020: Subra Suresh
- 2021: Pol Dimitrios Spanos